# Morgan Watkins
Morgan Watkins es un actor de cine, televisión y teatro británico de Camden, Londres.

## Vida
Watkins se formó en la Real Academia de Arte Dramático y se graduó en 2009. Vive en Londres con su novia y su hijo.

## Carrera
Watkins interpretó a Norman Pike en la serie de televisión de la BBC The Hour y a Rottweiler en la película de 2014 Kingsman: The Secret Service.
Interpretó a Len en el revival de Saved de Edward Bond en el Lyric Hammersmith.
Interpretó a George Gissing en la película del 2016 Los misteriosos asesinatos de Limehouse.

## Filmografía seleccionada
- Wild Bill (2011) como Viktoras
- The Hour (2012, serie de TV) como Norman Pike
- The Mill (2013, serie de TV) como George Windell
- Kingsman: The Secret Service (2014) como Rottweiler
- The Hooligan Factory (2014) como Trumpet
- A Little Chaos (2014) como Luc
- Scottish Mussel (2015) como Ethan
- Chicken (2015) como Polly
- Los misteriosos asesinatos de Limehouse (2016) como George Gissing
- Silent Witness (2017, episodio: "Remembrance") como Ben Logan
- Profile (2018) como Matthew
- A Very English Scandal (2018, serie de TV) como Mike Steele
- The Krays' Mad Axeman (2019) como John
- Agatha and the Midnight Murders (2020) como Rocco Vella
- Doctor Jekyll como Ewan